# Horacio Badaraco
Horacio G. Badaraco (también mencionado como Badaracco), (Buenos Aires, 14 de marzo de 1901 - ibidem. 14 de agosto de 1946), militante anarquista argentino, periodista de La Antorcha y colaborador de otras publicaciones libertarias, fundador de la Spartacus Alianza Obrera y Campesina.

## Biografía
Nació el 14 de marzo de 1901 en Buenos Aires, en una familia adinerada (constructores de barcos y banqueros). Desde los 11 años se interesó por la literatura anarquista. A los 14 años, el dramaturgo Rodolfo González Pacheco lo invitó a acercarse a círculos anarquistas y a escribir en La Obra, cuando tenía 16 años. Sus escritos causaron gran repercusión. Estudio química, carrera que abandonó para dedicarse íntegramente a la militancia anarquista. Cuando fue llamado a hacer el servicio militar obligatorio accedió para poder hacer propaganda desde dentro de los cuarteles.
La represión a los obreros patagónicos huelguistas de 1921 lo impresionó profundamente. Según el historiador Osvaldo Bayer

Cuando llegó el momento de hacer el servicio militar (hecho que muchos anarquistas, por principio, no hacían: o desertaban hacia el Uruguay o se cambiaban de nombre), Badaraco decidió que lo cumpliría para agitar desde adentro y hacer propaganda revolucionaria en el seno mismo del militarismo reaccionario argentino. A finales de 1923, frente al cuartel de Palermo, donde Badaraco era recluta, un anarquista alemán, Kurt Wilckens, mata con una bomba y siete disparos al coronel Varela, represor en la Patagonia. Badaraco reparte volantes en el cuartel recordando las matanzas de los obreros patagónicos. Badaraco fue acusado de señalarle a Wilckens quién era Varela. Bajo esta acusación fue salvajemente torturado y encerrado ocho meses en prisión. Desde allí escribe artículos, que son sacados por distintas vías, para el periódico anarquista La Antorcha, y será el defensor de los presos del vergonzoso régimen carcelario en la época radical.
Osvaldo Bayer, revista El Porteño, Buenos Aires, marzo de 1985

Los periódicos anarquistas de la época, como La Protesta y La Antorcha, se hicieron eco de su destino como conscripto detenido por sus simpatías anarquistas, publicando gran cantidad de notas sobre su apresamiento y traslado de castigo al Chaco.
Contrajo matrimonio con Ana Romero, obrera del vidrio, y renunció a la herencia familiar. Trabajaba como lavador de autos, mientras escribía para La Antorcha. Los temas en los que trabajaba y dedicaba sus esfuerzos era el antimilitarismo, la defensa de la mujer y la educación antiautoritaria y racionalista. 
Luego de la protesta frente a Embajada de Estados Unidos por el caso Sacco y Vanzetti, es acusado y llevado a prisión junto con Alberto Bianchi, también miembro de La Antorcha, iniciando una huelga de hambre. Dos semanas después se adhieren a la huelga todos los detenidos en el Departamento Central de Policía. Pronto salen en libertad los dos anarquistas.
Seis meses después, luego de justificar el atentado de Wilckens en un artículo, Badaraco es nuevamente encarcelado; allí inicia una campaña para la liberación de Simón Radowitzky. Con el golpe militar de José Evaristo Uriburu, el 7 de marzo de 1931 trasladan a Badaraco al penal de Ushuaia desde el presidio de la isla Martín García. Estará aislado un año y medio, recibiendo un tratamiento inhumano.
Una vez libre, comienza a simpatizar con el espartaquismo alemán de Rosa Luxemburgo. Con Domingo Varone y Antonio Cabrera, también anarquistas, funda la Spartacus Alianza Obrera y Campesina. Su consigna era: "obreros, campesinos y soldados a luchar por el socialismo". La gran huelga de la construcción en 1935-1936 fue obra de la Spartacus, que tuvo que imponerse al sindicato dominado por los comunistas.
En 1936, Badaraco viaja a luchar en la revolución española en las columnas anarquistas, colaborando con los periódicos Solidaridad Obrera y Juventud Libertaria. 
De vuelta en Argentina, siguió bregando por la unión obrera, pero también inició contacto con los estudiantes universitarios. Badaraco padecía de problemas cardíacos como consecuencia de su arresto en 1932, y en esos años sufrió un primer infarto. En marzo de 1946 el recién electo presidente Juan Domingo Perón le otorgaria el indulto presidencialEn agosto de 1946, muere en Buenos Aires a los 45 años.